# San Juan Mina
San Juan Mina es una localidad del estado mexicano de Guerrero. Es parte del municipio de Tlapehuala.

## Toponimia
El nombre «San Juan» hace referencia al santo patrono de la localidad: Juan el Bautista.

## Demografía
| Censo | Población |
| ----- | --------- |
| 2020  | 1 607     |